# 반성 (홍건적)
반성(潘誠, ? ~ 1362년)은 홍건적의 한 명으로 별명은 파두반(破頭潘)이다.
1357년에 유복통이 군사들을 세 갈래로 나누어 변량을 공격할때 관탁, 풍장구, 사류, 왕사성과 함께 진, 기로 향했으며, 1358년에 관탁과 군사들을 둘로 나눴다가 기녕을 함락했고, 이후 원나라의 여름 수도인 상도를 공격하였다. 이후 모거경과 함께 고려를 침공하였다가 실패하였고 1359년 요양을 함락하고 총관 곽가를 죽였다. 1361년 관탁, 사류, 주원수, 위평장과 함께 고려를 침공하였다. 그러나, 공민왕의 명을 받은 총병관 정세운 등에 의해 개경이 다시 수복되자 퇴각하여 패퇴하였으며 1362년 4월에 요양행성동지 고가노에게 격파되어 살해당했다.